# Новосветовка
Новосветовка (укр. Новосвітівка) — село, относится к Ширяевскому району Одесской области Украины.  Расположено на реке Средний Куяльник.
Население по переписи 2001 года составляло 826 человек. Почтовый индекс — 66851. Телефонный код — 4858. Занимает площадь 1,76 км². Код КОАТУУ — 5125484001.

## Местный совет
66851, Одесская обл., Ширяевский р-н, с. Новосветовка, ул. Ленина, 111